# 小川製麺所
小川製麺所は、山形県山形市にある製麺の企業である。めんの小川とも表記される。

## 沿革
- 1887年（明治20年）10月 - 山形市の肴町にて創業する。
- 1902年（明治35年）5月 - 山形市の宮町に居を構え、本格的に製麺製造を始める。
- 1921年（大正10年）3月 - 商標を「寿」とする。
- 1961年（昭和36年）5月 - 法人組織に改組し、株式会社小川製麺所を設立。
- 1963年（昭和38年）2月 - 山形市の北町にラーメン工場を建設。即席ラーメンの製造を開始する。
- 1967年（昭和42年）9月 - ラーメン工場が日本農林規格（JAS）認定工場となる。
- 1971年（昭和46年）
  - 8月 - 山形市宮町の本社工場が全焼し、本社を現在の北町に移転する。
  - 11月 - そば乾麺工場竣工。
- 1972年（昭和47年）6月 - 白物乾麺工場を竣工。
- 1979年（昭和54年）3月 - 手のべ麺生産のクリーンシステム工場竣工。
- 1985年（昭和60年）11月 - めんつゆ工場一棟を竣工。
- 1986年（昭和61年）4月 - 乾そば専門工場一棟を竣工。
- 1993年（平成5年）
  - 6月 - 生そば工場を竣工。
  - 12月 - そば新工場を竣工。
- 1994年（平成6年）11月 - 山形県産業賞を受賞する。
- 2008年（平成20年）10月 - 食品衛生優良施設として厚生労働大臣賞を受賞する。

## 主な商品
- 山形のとびきりそば
- とびきり 丸うどん
- 味のそば
- 山形の蒟蒻入りそば
  - 醤油とコンニャクが合わさった玉こんにゃくをヒントに開発された蕎麦である[2]。
- 茶そば
- 蔵王の樹氷そば
- とびきり うまいつゆ

など